# 平賀站

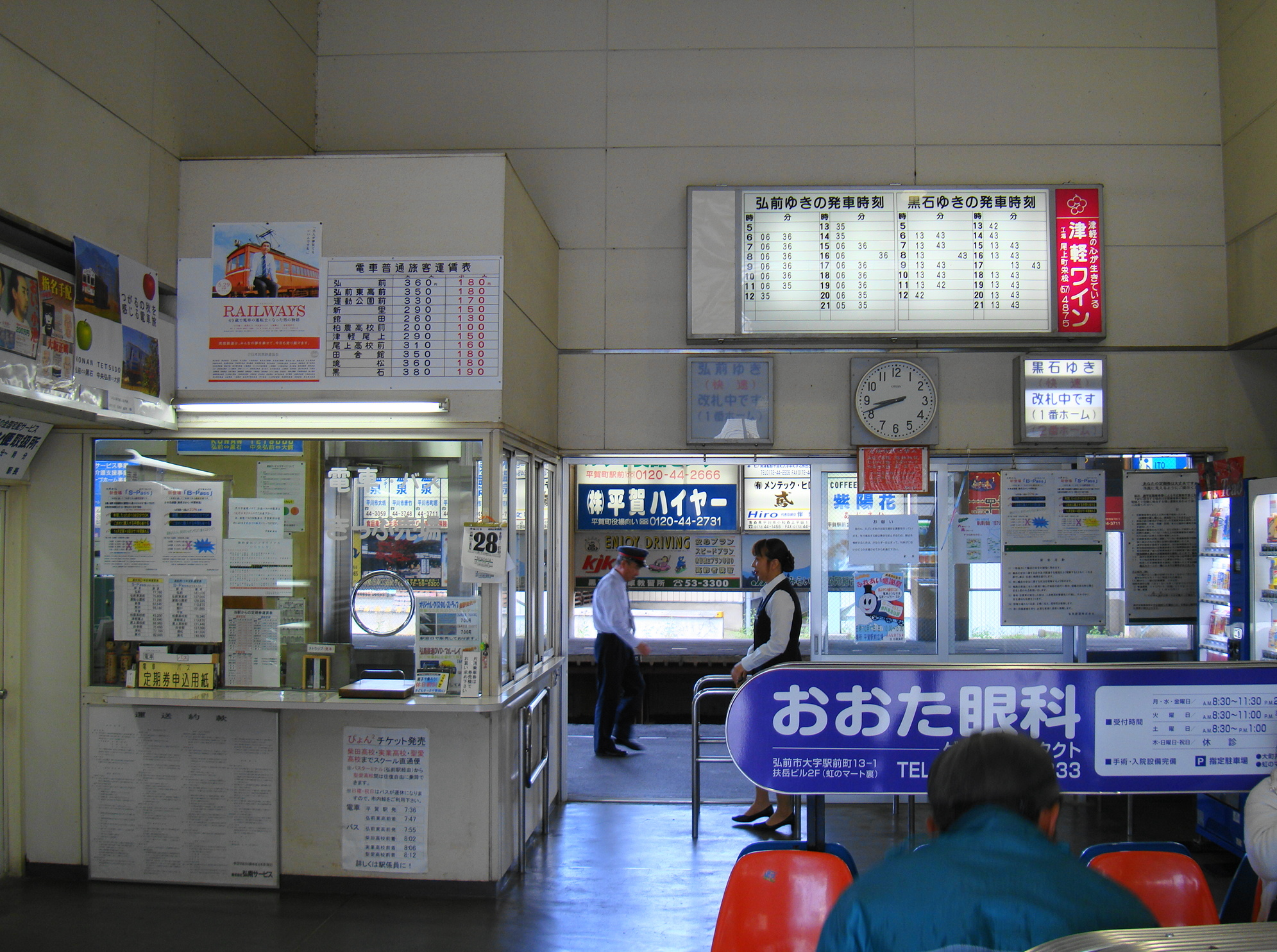
櫃臺和檢票口

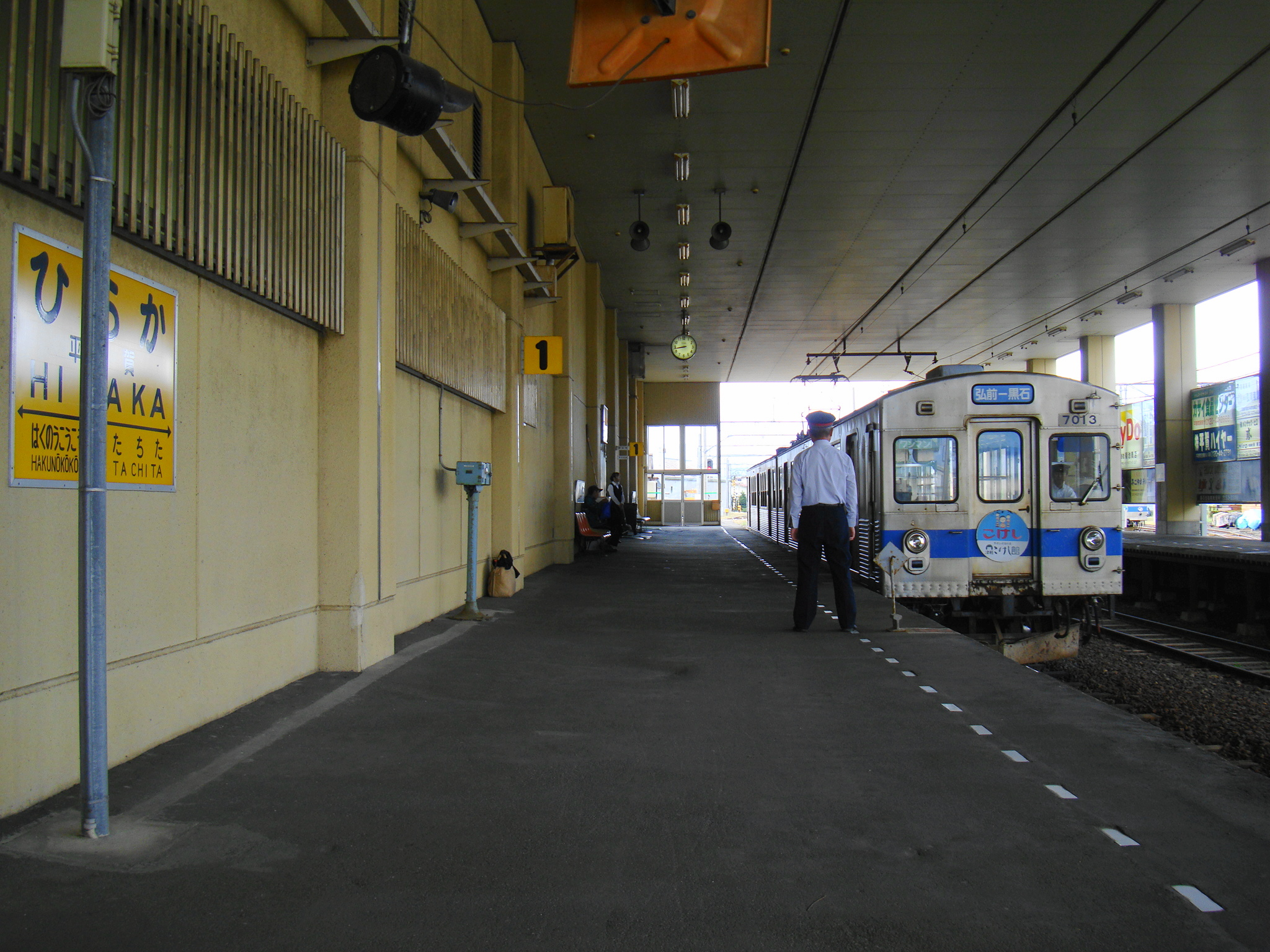
月台位於大樓1樓內

平賀站（日语：／ Hiraka eki */?）是位於青森縣平川市本町北柳田23番5號，弘南鐵道的弘南線車站。同時為弘南鐵道總部、日本農業協同組合（JA）津輕未來會館及平賀車站的三合一功能站房。
車站土地是由弘南鐵道創業者暨第一代社長菊池武憲擁有，由於是一塊稻田。車站周邊設有商店，形成一個社區。
車站旁邊是弘南線的車庫及工場所在地。

## 車站構造
由於車站附設於日本農業協同組合（JA）的建築物內，因此大部份一樓的位置都是被用作車站用途，就連兩個候車月台都是設於建築物內
此站是職員配置車站（設有站長和助理）。此站也是弘南線的運行管理中心，站內設有車輛管理所、電氣管理所、變電站和維護路軌管理所。
車站大樓內除了車站範圍，還設有弘南鐵道總部和津輕未來農業協同組合（綜合大樓）。車站範圍內設有售票櫃臺、自動售票機和商店。

### 月台
設有2面2線的相對式月台，另外2號月台外側也設有多條留置線及通過線往來車庫及車廠。
在1號月台向弘前方的盡頭設有1道門（或實際上，可以沿月台邊通過），通過後沿梯級至平交道後跨過兩條路軌，便可到達到面的2號月台。但是2號月台自從發生出軌事故後便停止使用，間接令本站成為了單月台車站，列車無法在此站交匯。亦再沒有任何乘客需要利用平交道橫越路軌，因此該扇門已經被關上。
| 月台 | 路線     | 方向     | 目的地!  |
| ---- | -------- | -------- | -------- |
| 1    | ■弘南線  | 上行     | 弘前方向 |
| 1    | ■弘南線  | 下行     | 黑石方向 |
| 2    | 停止使用 | 停止使用 | 停止使用 |

## 歷史
- 1927年9月7日：車站啟用[2][1]。
- 1948年7月1日：鐵路電氣化[1]。
- 1948年：從津輕尾上站內的弘南機關區遷移至此站內。
- 1962年9月7日：第二代車站大樓落成。大樓地下設有平賀農協和共同經營的超級市場[1]。
- 1984年7月1日：結束貨物起卸業務。
- 1985年10月1日：成為業務委託車站（售票和檢票）。
- 1986年：第三代車站大樓建成[1]。
- 1993年12月20日：引入2台自動售票機。
- 1994年1月31日：取消業務委托（售票和檢票）。
- 2002年 - 被選為東北車站百選之一。
- 2007年6月12日：站內靠近黑石一方發生列車出軌事故，從此以外停止使用2號月台。
- 2017年10月6日：發車音樂改用平川市民歌[3][4]。
- 2023年4月12日：增設車站編號[5]。

## 使用狀況
本站是繼弘前站及黑石站後，全弘南鐵道使用量第3多的車站。
| 1日上落車人次 | 1日上落車人次 |
| 年度          | 1日平均人次   |
| ------------- | ------------- |
| 2011年        | 1,010         |
| 2012年        | 1,037         |
| 2013年        | 1,068         |
| 2014年        | 990           |
| 2015年        | 972           |
| 2016年        | 966           |
| 2017年        | 916           |
| 2018年        | 440           |
| 2019年        | 432           |
| 2020年        | 697           |
| 2021年        | 702           |
| 2022年        | 370           |

## 其他
- 此站被選為東北車站百選之一，理由是「近代四層高的綜合車站大樓」。

## 相鄰車站
弘南鐵道
 ■弘南線
館田（KK05）－平賀（KK06）－柏農高中前（KK07）

## 外部連結
- 平賀站 （页面存档备份，存于）（日語） （各站資訊） - 弘南鐵道